# ネウイミナ (小惑星)
ネウイミナ (1129 Neujmina) は、小惑星帯（メインベルト）に位置する小惑星の一つ。クリミア半島のシメイズでプラスコフヤ・パルホメンコによって発見された。
ソビエト連邦の天文学者であり、多くの小惑星を発見したグリゴリー・ニコラエヴィチ・ネウイミンにちなんで名づけられた。